# Campiglossa separabilis
Campiglossa separabilis är en tvåvingeart som först beskrevs av Erich Martin Hering 1941.  Campiglossa separabilis ingår i släktet Campiglossa och familjen borrflugor. Inga underarter finns listade.